# فاکتور نه
فاکتور نه انعقاد خون (فاکتورIX) یا فاکتور کریسمس، پروتئینی است که در انعقاد خون نقش دارد. این پروتئین مانند برخی از سایر عوامل انعقاد خون یک آنزیم سرین پروتئاز است. نبود این عامل موجب هموفیلی B می‌شود.

## ساختار
فاکتور ۹ انسانی بالغ یک گلیگوپروتئین تک زنجیره با طول ۴۱۵ اسید آمینه و وزن مولکولی حدود ۵۷ کیلو دالتون است. این زیموژن سرین پروتئاز در کبد به عنوان یک مولکول پیش ساز که تغییرات زیادی را پیش از ترشح به خون متحمل می‌شود، سنتز می‌گردد و جهت فعالیت خود در مسیر انعقادی به ویتامین K وابسته است

## مسیر داخلی انعقاد خون
در مسیر داخلی انعقاد خون (Intrinstic pathway) کمپلکسی از فاکتورهای VIII و IX در ارتباط با ca++ و فسفولیپید پلاکتی سرانجام باعث فعال شدن فاکتور x می‌گردد.

The coagulation cascade.